# Anacroneuria antizana
Anacroneuria antizana is een steenvlieg uit de familie borstelsteenvliegen (Perlidae). De wetenschappelijke naam van de soort is voor het eerst geldig gepubliceerd in 2001 door Stark.